# ارگنه‌کن

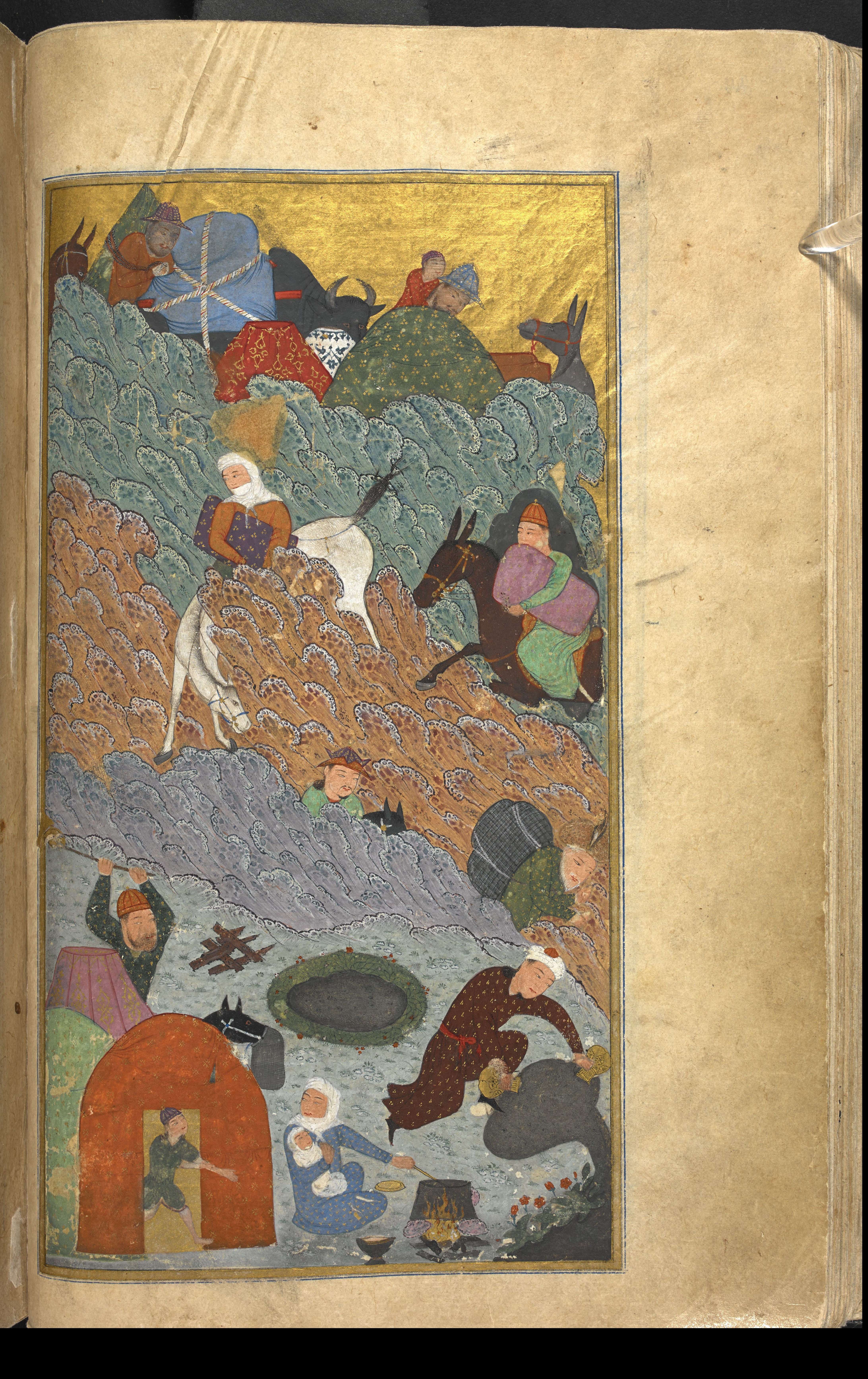
خروج قوم مغول از ارگنه‌کن. نگاره‌ای از منظومه شهنشاه‌نامه، سروده احمد تبریزی

اِرْگِنِه‌کُن (ترکی: Ergenekon; مغولی: Эргүнэ хун, لاتین‌نویسی: Ergüne khun) یک اسطوره آفرینش مغولی و ترکی است. ارگنه‌کن از وجوه مشترک فرهنگی و تاریخی میان ترکان و مغولان است؛ ولی این‌که خاستگاه این اسطوره ترکی بوده و بعداً به مغولان منتقل‌شده یا برعکس، محل اختلاف است. دربارهٔ خاستگاه ترکی یا مغولی خود واژه ارگنه‌کن نیز اختلاف وجود دارد. این اصطلاح می‌تواند به‌معنی «سرزمین کوهستانی با شیب تند» در زبان باستانی مغولان باشد، یا «اردوگاه/سکونتگاه کوهستانی» در زبان ترکی باستان معنی دهد. این واژه در منابع تاریخی فارسی به‌صورت اِرْگَنَه‌قون آمده است.

## گونه‌ها

### نسخه مغولی
روایت مغولی ارگنه‌کن را نخستین‌بار رشیدالدین فضل‌الله همدانی در اولین جلد از کتاب جامع‌التواریخ، نامور به «تاریخ مبارک غازانی» به ثبت رسانده است. پس از وی، تاریخ‌نویسان دیگری مانند شرف‌الدین علی یزدی و ابوالغازی بهادرخان نیز این روایت را با مقداری اختلاف تکرار کرده‌اند. صورت مغولی این روایت برپایه نوشته‌های سه کتاب تاریخ مبارک غازانی، روضةالصفا و شجره ترک چنین می‌شود:
در روزگار یکی از فرمانروایان مغول به نام ایلخان، جنگی بزرگ میان مغولان و دشمنان آن‌ها (تاتارها در روایت شجره ترک) درمی‌گیرد، که به قتل‌عام تقریباً همهٔ مغولان می‌انجامد. از بین مردان مغول تنها دو تن با نام‌های نُکوز و قِیان زنده می‌مانند که به‌ترتیب پسر و برادرزاده پادشاه مغولان محسوب می‌شوند. این دو با همراهی دو زن مغول از معرکه گریخته و با تعقیب مسیر حرکت بزهای کوهی وارد کوهستان تودرتویی می‌شوند. آن‌جا راه خود را گم می‌کنند و به ناچار همان‌جا به زندگی و ازدیاد نسل می‌پردازند. از نسل نکوز و قیان، دو قبیله با نام‌های «قیات» و «دورلیگین» شکل می‌گیرند. با سپری‌گشتن حدود ۴۰۰ سال، شمار آن‌ها بسیار افزایش می‌یابد. کمبود جا در ارگنه‌کن از یکسو، و دلتنگی برای سرزمین نیاکانی از سوی دیگر، درنهایت هردو قبیله را وادار می‌کند تا به‌دنبال راهی برای خروج از ارگنه‌کن باشند. با پیشنهاد آهنگران، بنا می‌شود تا با ذوب کردن کوهی از جنس آهن، مسیر خروج هموار شود. مغولان مقدار زیادی هیزم جمع می‌کنند و ۷۰ رأس گاو و اسب را می‌کشند تا با چرم این جانوران تعداد زیادی دمنده آهنگری (۹۰۰ عدد برپایه روضةالصفا) تهیه کنند. آن‌ها در آخر موفق به ایجاد حفره‌ای در درون کوه و خروج از ارگنه‌کن می‌شوند.

### نسخه ترکی
در منابع چینی گواهی‌شده و دربارهٔ خاستگاه گوک‌ترکان است. در آن برخلاف نسخه مغولی، نام ارگنه‌کن نیامده، اما غیر از این، اشتراکات قابل‌توجه‌ای با روایت مغولی دارد. ازنظر قدمت گواهی مکتوب، این نسخه از نسخه مغولی کهن‌تر است و طرفداران منشأ ترکی ارگنه‌کن آن را دلیلی بر خاستگاه ترکی این اسطوره می‌دانند. شرح روایت:
ترک‌ها که سابقاً یکی از قبایل شیونگ‌نو بودند در سمت راست دریای غربی (دریاچه آرال؟) می‌زیستند و نام خانوادگی آن‌ها آشینا بود. از سوی یکی از دولت‌های همسایه حمله بزرگی علیه ترکان انجام گرفته و تمام آن‌ها جز یک کودک ده‌ساله قتل‌عام می‌شوند. مهاجمان پاهای این کودک را قطع می‌کنند و او را در یک علفزار مردابی رها می‌کنند. کودک توسط یک ماده گرگ خاکستری نجات می‌یابد. گرگ، کودک را با گوشت تغذیه می‌کند و هنگامی‌که به اندازه کافی بزرگ شد با وی آمیزش می‌کند و آبستن می‌شود. پادشاه مهاجمان از زنده‌ماندن این پسر آگاه‌شده و سربازانی را برای کشتنش می‌فرستد. سربازان محل زندگی ماده گرگ و پسر را می‌یابند؛ اما ماده گرگ می‌گریزد و درون غاری در دشتی وسیع، احاطه‌شده با کوه‌ها که در شمال تورفان قرار داشت پناه گرفته و ده پسر می‌زاید. پسرها پس از بزرگ‌شدن از غار بیرون آمده و همسرانی برای خودشان اختیار می‌کنند. آن‌ها نام‌های خانوادگی گوناگونی می‌گیرند و یکی از آن‌ها نام خانوادگی آشینا را برای خود برمی‌گزیند. با گذر نسل‌ها، شمار ترکان مدام بیشترشده و به صدها خانواده می‌رسد. آن‌ها درنهایت تابع قوم روران شده و در جنوب کوه‌های آلتای ساکن می‌شوند و به آهنگری برای فرمانروایان روران می‌پردازند.